# Keith Haring
Keith Haring (ur. 4 maja 1958 w Reading, zm. 16 lutego 1990 w Nowym Jorku) – amerykański artysta współczesny tworzący w nurtach pop-art i street art.

## Kariera
Bardzo wcześnie zaczął interesować się sztuką. W latach 1976–1978 studiował grafikę na uczelni artystycznej The Ivy School of Professional Art w Pittsburghu. W wieku 20 lat przeniósł się do Nowego Jorku, gdzie zainspirowany sztuką graffiti rozpoczął studia w School of Visual Arts. 
Jego pierwsze prace zauważone przez szerszą publiczność to rysunki kredą w nowojorskim metrze, uwiecznione przez fotografa Tseng Kwong Chi. Jego prace często poruszały tematy polityczne i społeczne – bezpieczny seks, homoseksualizm i AIDS.
W 1980 artysta zorganizował wystawę w Klubie 57, wtedy też uczestniczył w „Times Square Exhibitons”. Jego pierwsza znacząca ekspozycja odbyła się w Tony Shafrazi Gallery w 1981 r. W następnym roku wziął udział w wystawie Documenta 7 w Kassel, w Niemczech.
W 1982 poznał wielu innych artystów, między innymi: Futura 2000, Kenny'ego Scharfa, Madonnę i Jean-Michel Basquiata. W kolejnym roku brał udział w Whitney Biennial, jak również w São Paulo Biennale. W tym czasie poznał Andy'ego Warhola, który był tematem kilku jego prac np. Andy Mouse. Jego przyjaźń z Warholem odgrywała dużą rolę w sukcesie artystycznym.

## Życie prywatne

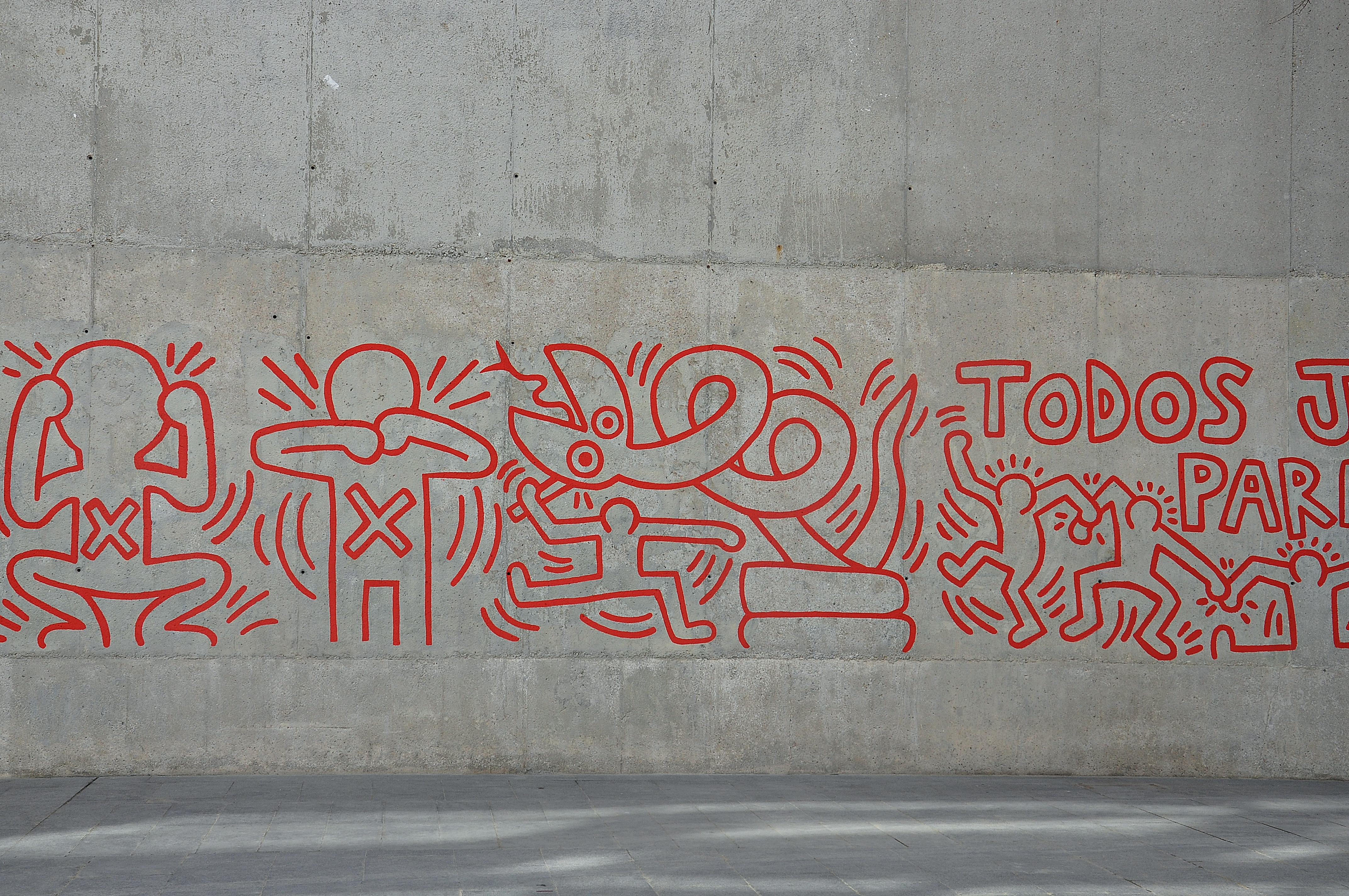
Mural Haringa w Barcelonie

Urodził się w stanie Pensylwania, dorastał w Kutztown.  W 1988 roku wykryto u niego wirusa HIV, co skłoniło go do założenia Keith Haring Foundation – fundacji zbierającej fundusze na rzecz organizacji opiekujących się dziećmi czy też chorymi na AIDS. Haring zmarł 16 lutego 1990 roku w wieku 31 lat, w wyniku powikłań związanych z AIDS.